# Théodule-Armand Ribot

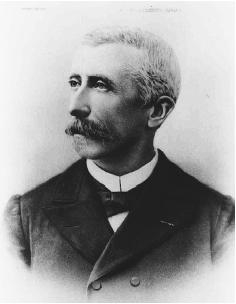
En 1888 Fue Nombrado Profesor En El College De France

Théodule-Armand Ribot (18 de diciembre de 1839-9 de diciembre de 1916) fue un psicólogo y filósofo francés nacido en Guingamp, estudió en el Liceo de San Brieuc (Lycée de St Brieuc).
En 1856 comenzó a dar clase y fue admitido en la Escuela Normal Superior de París en 1862. En 1885 dio una serie de conferencias sobre psicología experimental en la Sorbona, y en 1888 fue nombrado profesor de tal asignatura en el Collège de France. La tesis de su doctorado (republicada en 1882): Hérédité: étude psychologique (5.ª ed, 1889) (Herencia: estudio psicológico) fue su obra más importante y famosa.
Siguiendo los métodos experimentales y sintéticos, trajo consigo un vasto número de ejemplos de peculiaridades heredadas. Prestó especial atención al elemento psicológico de la vida mental, ignorado todo factor espiritual o no-material en el ser humano. En su obra La Psychologie anglaise contemporaine: l'école expérimentale (La Psicología inglesa contemporánea: la escuela experimental) (1870) mostró su tendencia hacia la escuela sensacionalista, y de nuevo en su traducción del libro Principles of Psychology (Principios de Psicología) de Herbert Spencer.
Además de numerosos artículos, escribió sobre Arthur Schopenhauer, Philosophie de Schopenhauer (1874; 7.ª ed, 1896) (Filosofía de Schopenhauer), sobre la psicología contemporánea de Alemania (La Psychologie allemande contemporaine, 1879; 13.ª ed, 1898) (La Psicología alemana contemporánea) y también cuatro pequeñas monografías: Les Maladies de la mémoire (1881; x3ª ed, 1898) (Las enfermedades de la memoria), De la volonté (1883; 14.ª ed, 1899) (De la voluntad), De la personnalité (1885; 8.ª ed, 1899) (De la personalidad) y La Psychologie de l'attention (1888) (La Psicología de la atención), con la que aportó datos útiles para el estudio de la enfermedad mental.

### Obras
- La Psychologie anglaise contemporaine: l'école expérimentale (1870)
- La Psychologie des sentiments (1896)
- L'Evolution des idées genérales (1897)
- Essai sur l'imagination créatrice (1900)
- La Logique des sentiments (1904)
- Essai sur les passions (1906)

### Ediciones inglesas
- English Psychology (1873)
- Heredity: a Psychological Study of its Phenomena, Laws, Causes, and Consequences (1875)
- Diseases of Memory: An Essay in the Positive Psychology (1882)
- Diseases of the Will (New York, 1884) , (tr. MM Snell, Open Court Publishing, Chicago 1894; 3rd ed., 1903)
- German Psychology of to-day, tr. JM Baldwin (New York, 1886)
- The Psychology of Attention (Open Court Publishing Company, Chicago, 1890)
- Diseases of Personality (Chicago, 1895)
- The Psychology of the Emotions (1897)
- The Evolution of General Ideas, tr. FA Welby (Chicago, 1899)
- Essay on the Creative Imagination, tr. AHN Baron (1906).